# Arisaema sarracenioides
Arisaema sarracenioides là một loài thực vật có hoa trong họ Ráy (Araceae). Loài này được E.Barnes & C.E.C.Fisch. mô tả khoa học đầu tiên năm 1936.